# Rajd Karkonoski 1999
Rajd Karkonoski 1999 – 19. edycja Rajdu Karkonoskiego. Był to rajd samochodowy rozgrywany od 1 do 3 października 1999 roku. Była to siódma runda Rajdowych Samochodowych Mistrzostw Polski w roku 1999 oraz czterdziestą szóstą rundą Rajdowych Mistrzostwa Europy w roku 1999. Rajd składał się z dwudziestu jeden odcinków specjalnych (jeden odcinek anulowano).

## Wyniki końcowe rajdu
| Miejsce                                         | Kierowca                                        | Pilot                                           | Samochód                                        | Czas                                            | Strata                                          | Grupa Klasa                                     |
| Klasyfikacja generalna, ERC i mistrzostw Polski | Klasyfikacja generalna, ERC i mistrzostw Polski | Klasyfikacja generalna, ERC i mistrzostw Polski | Klasyfikacja generalna, ERC i mistrzostw Polski | Klasyfikacja generalna, ERC i mistrzostw Polski | Klasyfikacja generalna, ERC i mistrzostw Polski | Klasyfikacja generalna, ERC i mistrzostw Polski |
| ----------------------------------------------- | ----------------------------------------------- | ----------------------------------------------- | ----------------------------------------------- | ----------------------------------------------- | ----------------------------------------------- | ----------------------------------------------- |
| 1                                               | Janusz Kulig                                    | Jarosław Baran                                  | Ford Escort WRC                                 | 2:21:27.9                                       | -                                               | A8                                              |
| 2                                               | Leszek Kuzaj                                    | Andrzej Górski                                  | Subaru Impreza WRC S4 '98                       | 2:23:46.2                                       | +2:18.3                                         | A8                                              |
| 3                                               | Tomasz Kuchar                                   | Maciej Szczepaniak                              | Volkswagen Golf III Kit Car                     | 2:30:53.1                                       | +9:25.2                                         | A7                                              |
| 4                                               | Jarosław Pineles                                | Jarosław Dragon                                 | Mitsubishi Lancer Evo IV                        | 2:34:46.6                                       | +13:18.7                                        | N4                                              |
| 5                                               | Tomasz Czopik                                   | Dariusz Burkat                                  | Mitsubishi Lancer Evo III                       | 2:37:46.1                                       | +16:18.2                                        | N4                                              |
| 6                                               | Wiesław Stec                                    | Maciej Maciejewski                              | Mitsubishi Lancer Evo III                       | 2:37:55.2                                       | +16:27.3                                        | N4                                              |
| 7                                               | Paweł Dytko                                     | Tomasz Dytko                                    | Mitsubishi Lancer Evo IV                        | 2:38:23.0                                       | +16:55.1                                        | N4                                              |
| 8                                               | Lech Koraszewski                                | Grzegorz Dudek                                  | Audi Coupé S2                                   | 2:42:58.1                                       | +21:30.2                                        | A8                                              |
| 9                                               | Piotr Starczukowski                             | Bartosz Siodła                                  | Nissan Micra                                    | 2:49:38.3                                       | +28:10.4                                        | A5                                              |
| 10                                              | Krzysztof Koczur                                | Ryszard Ciupka                                  | Peugeot 106 Rallye                              | 2:50:00.9                                       | +28:33.0                                        | N-PP                                            |